# Bajtava
Bajtava este o comună slovacă, aflată în districtul Nové Zámky din regiunea Nitra. Localitatea se află la altitudinea de 174 m deasupra n.m., se întinde pe o suprafață de 9,33 km2 și în 2017 număra 403 locuitori.

## Istoric
Localitatea Bajtava este atestată documentar din 1261.

## Demografie
| An:                | 1994 | 2004   | 2014   | 2024   |
| ------------------ | ---- | ------ | ------ | ------ |
| Număr de persoane: | 428  | 388    | 405    | 384    |
| Diferență:         |      | −9,34% | +4,38% | −5,18% |

| An:                | 2023 | 2024   |
| ------------------ | ---- | ------ |
| Număr de persoane: | 388  | 384    |
| Diferență:         |      | −1,03% |